# Pedro I de Montenegro
Pedro I de Montenegro, Pedro Petrovič Njegoš, también conocido como Pedro de Cetiña (en serbio cirílico: Петар I Петровић Његош, Свети Петар Цетињски; Njeguši, 1 de abril de 1747 — Cetiña, 31 de octubre de 1830), fue príncipe-obispo de Montenegro.

## Historia
Fue alistado como diácono a los doce años de edad, en 1760, y acompañó a su tío, el obispo Basilio a Rusia, con la intención de estudiar y establecerse en esas tierras, pero éste murió al año siguiente, por lo que se vio obligado a volver a Montenegro. El joven diácono años más tarde se convirtió en sacerdote y posteriormente alcanzó el grado de archimandrita.

Al morir Sava en 1782, su sobrino Pedro Petrovič subió al trono. Fue conocido como Pedro I de Montenegro y recordado como "el vladika grande y santo".

Hizo mucho por reconciliar a las diversas facciones disidentes del Estado; reorganizó la Administración y en 1798 estableció el primer Código fundamental montenegrino, lo que sirvió para dejar al estado relativamente unido.

Se unió junto a Austria y Rusia en la guerra contra el Imperio otomano, aunque luego no recibió nada, pero posteriormente en 1799 derrotó duramente a los turcos, reconociéndoles estos la independencia y declarando que “los montenegrinos nunca han sido súbditos de nuestra Sublime Puerta”. A continuación la población de Brda se unió a Montenegro. Por otro lado también tuvo que hacer frente a las guerras napoleónicas, y se unió con Rusia en Dalmacia para luchar contra el francés ocupando las márgenes del golfo de Kotor, aunque en los tratados posteriores fue entregado a Francia con el tratado de Tilsit en 1807, no obstante en 1813 fueron expulsados los franceses por los montenegrinos con la colaboración inglesa e incluso se llegó a trasladar la capital a Kotor, pero en el Congreso de Viena tuvo que devolver Kotor a los austríacos perdiendo así una salida al Adriático. Pedro intentó unir al pueblo montenegrino para poder defenderse en condiciones de los turcos, resistiéndoles en 1819-21 y posteriormente en 1828-29.

Cuando murió un año después se le consideraba un santo, había duplicado el territorio uniendo al pueblo, defendiéndose del turco y aliándose con los rusos.